# Lichenostigma rugosum
Lichenostigma rugosum är en lavart som beskrevs av Göran Thor. Lichenostigma rugosum ingår i släktet Lichenostigma, och familjen Lichenotheliaceae. Arten är reproducerande i Sverige.